# Prodasineura theebawi
Prodasineura theebawi är en trollsländeart som först beskrevs av Fraser 1922.  Prodasineura theebawi ingår i släktet Prodasineura och familjen Protoneuridae. Inga underarter finns listade i Catalogue of Life.